# Vensat
Vensat est une commune française, située dans le département du Puy-de-Dôme en région Auvergne-Rhône-Alpes.

## Géographie

### Localisation
Vensat est située au nord du département du Puy-de-Dôme, à la limite de la riche plaine de la Limagne, à environ 35 km au nord de Clermont-Ferrand. Le territoire communal s'étend des contreforts occidentaux surplombant la Grande Limagne jusqu'aux terres fertiles en contrebas.
Sept communes sont limitrophes, dont une dans le département voisin de l'Allier. Celles-ci sont représentées géographiquement ci-après :
| Saint-Priest-d'Andelot (Allier) |        | Saint-Genès-du-Retz     |
| Saint-Agoulin, Champs           | Vensat |                         |
| Chaptuzat                       |        | Aigueperse, Montpensier |

En dehors du bourg, la commune comporte plusieurs villages importants : Ussel, qui domine la Grande Limagne ; La Chapelle-d'Andelot, à l'ouest sur l'Andelot (chapelle romane et château).

### Hydrographie
L'ouest de la commune de Vensat est traversé par l'Andelot.

### Climat
Pour des articles plus généraux, voir Climat d'Auvergne-Rhône-Alpes et Climat du Puy-de-Dôme.
En 2010, le climat de la commune est de type climat océanique dégradé des plaines du Centre et du Nord, selon une étude du Centre national de la recherche scientifique s'appuyant sur une série de données couvrant la période 1971-2000. En 2020, Météo-France publie une typologie des climats de la France métropolitaine dans laquelle la commune est exposée à un climat de montagne ou de marges de montagne et est dans la région climatique  Nord-est du Massif Central, caractérisée par une pluviométrie annuelle de 800 à 1 200 mm, bien répartie dans l’année. 
Pour la période 1971-2000, la température annuelle moyenne est de 10,8 °C, avec une amplitude thermique annuelle de 16,1 °C. Le cumul annuel moyen de précipitations est de 730 mm, avec 9,2 jours de précipitations en janvier et 7,1 jours en juillet. Pour la période 1991-2020, la température moyenne annuelle observée sur la station météorologique de Météo-France la plus proche, « Charmes_sapc », sur la commune de Charmes à 6 km à vol d'oiseau, est de 11,9 °C et le cumul annuel moyen de précipitations est de 675,4 mm,. Pour l'avenir, les paramètres climatiques de la commune estimés pour 2050 selon différents scénarios d'émission de gaz à effet de serre sont consultables sur un site dédié publié par Météo-France en novembre 2022.

## Urbanisme

### Typologie
Au 1er janvier 2024, Vensat est catégorisée commune rurale à habitat dispersé, selon la nouvelle grille communale de densité à sept niveaux définie par l'Insee en 2022.
Elle est située hors unité urbaine. Par ailleurs la commune fait partie de l'aire d'attraction de Clermont-Ferrand, dont elle est une commune de la couronne,. Cette aire, qui regroupe 209 communes, est catégorisée dans les aires de 200 000 à moins de 700 000 habitants,.

### Occupation des sols
L'occupation des sols de la commune, telle qu'elle ressort de la base de données européenne d’occupation biophysique des sols Corine Land Cover (CLC), est marquée par l'importance des territoires agricoles (88,8 % en 2018), en diminution par rapport à 1990 (90,4 %). La répartition détaillée en 2018 est la suivante : terres arables (58,8 %), zones agricoles hétérogènes (18,2 %), prairies (11,8 %), forêts (6,2 %), mines, décharges et chantiers (2,9 %), zones urbanisées (2 %). L'évolution de l’occupation des sols de la commune et de ses infrastructures peut être observée sur les différentes représentations cartographiques du territoire : la carte de Cassini (XVIIIe siècle), la carte d'état-major (1820-1866) et les cartes ou photos aériennes de l'IGN pour la période actuelle (1950 à aujourd'hui).

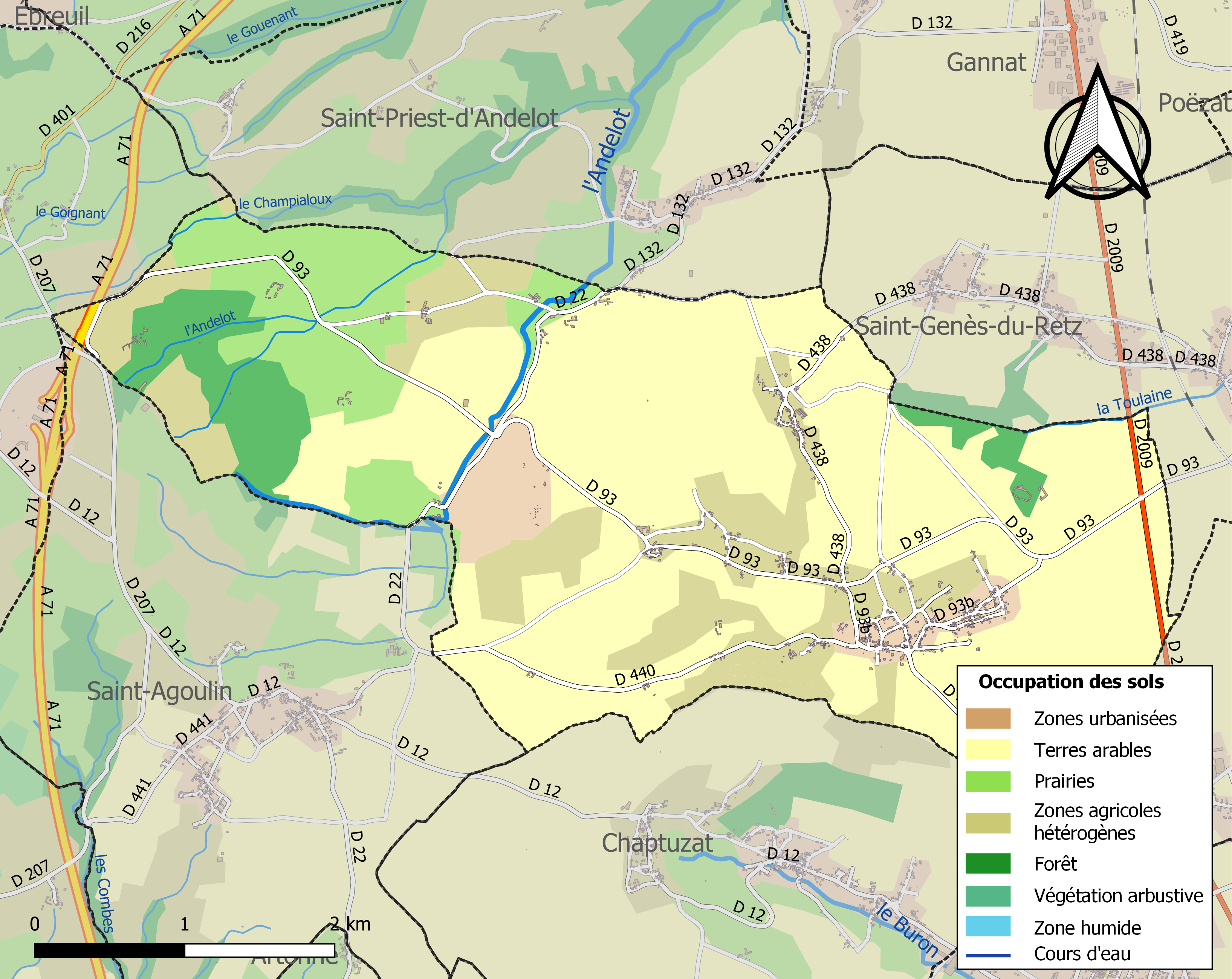
Carte des infrastructures et de l'occupation des sols de la commune en 2018 (CLC).

### Logement
En 2012, la commune comptait 238 logements, contre 229 en 2007. Parmi ces logements, 80,9 % étaient des résidences principales, 8,7 % des résidences secondaires et 10,4 % des logements vacants. Ces logements étaient pour 97,5 % d'entre eux des maisons individuelles et pour 2,5 % des appartements.
La proportion des résidences principales, propriétés de leurs occupants était de 83,8 %, en hausse sensible par rapport à 2007 (81,1 %). Il n'existait aucun logement HLM loué vide.

### Voies de communication et transports

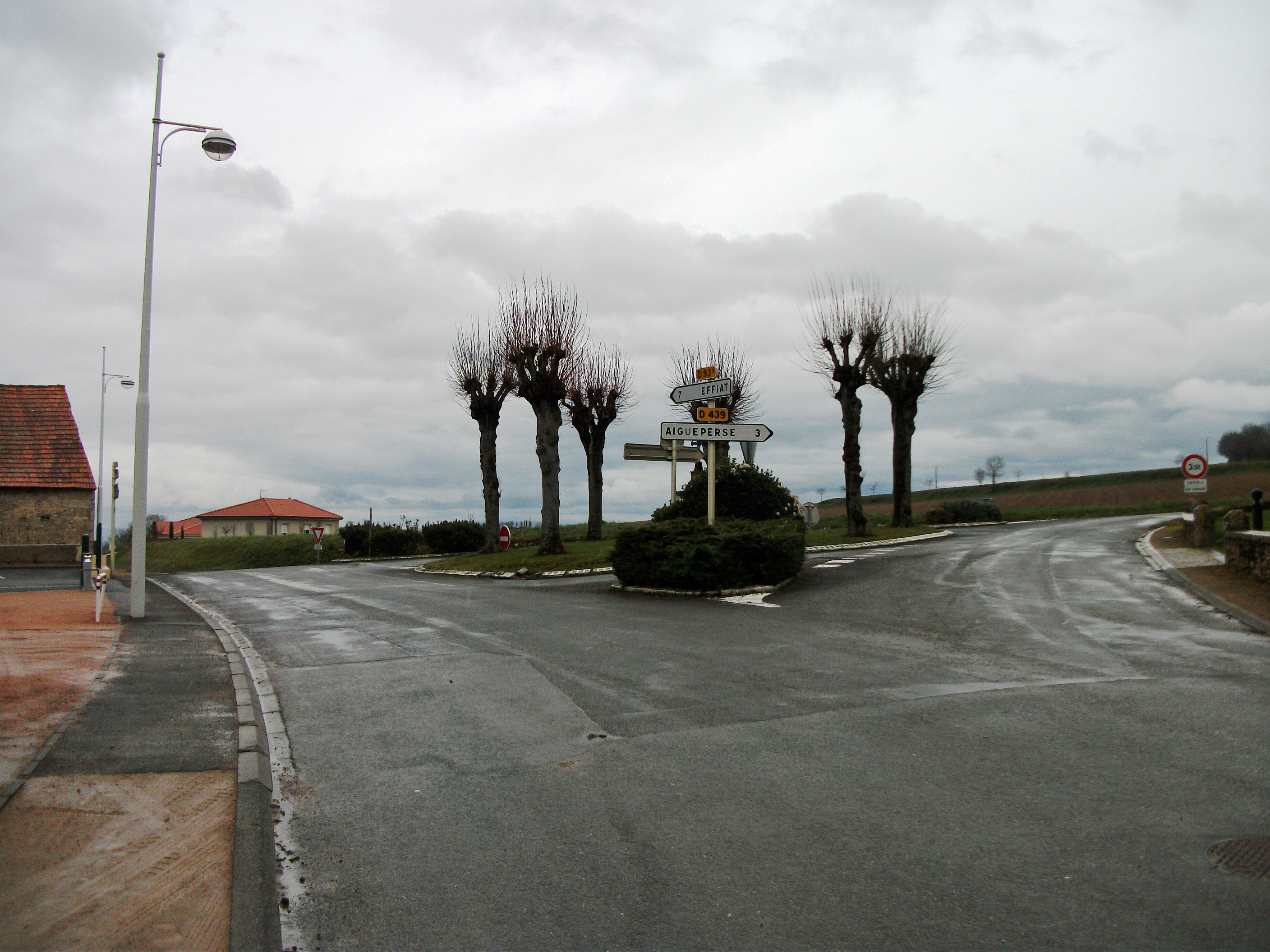
Les routes départementales 93b (vers Effiat, à gauche) et 439 (vers Aigueperse, à droite).

Le territoire communal est traversé par les routes départementales 93, axe reliant Ébreuil au nord-ouest et Saint-Genès-du-Retz à l'est. Cette route étant contournée, sa traversée s'appelle la D 93b.
À l'ouest, la route départementale 22 relie Saint-Priest-d'Andelot (continuité de la D 132 dans l'Allier) à Saint-Agoulin ; elle dessert les hameaux de La Chapelle et de l'Étang de Giat. Ce dernier village peut être emprunté par la D 440, desservant les hameaux des Bourgs, des Connors, de la Bégonne et de Bellevue. Vers le sud, la D 439 relie le chef-lieu du bourg, depuis la D 93b, à Aigueperse.

## Toponymie
L'étymologie du nom Vensat pourrait provenir du gallo-romain Ventiacum ou Vinciacum, dérivant d'un nom de personne gallo-romain Ventius ou Vincius suivi du suffixe -acum désignant un domaine.

## Histoire
Au Haut Moyen Âge, le site de Vensat est un domaine personnel du comte d'Auvergne Sigewald, qui y possède une villa ou résidence aristocratique,.
Elle fait à l'époque médiévale partie du comté d'Auvergne, puis du comté de Montpensier qui a été détaché du duché d'Auvergne. Avec l'acquisition du territoire auvergnat par les Bourbons, l'actuelle commune passe entre 1531 et 1789, sous l'administration du duché de Bourbon qui a relié à son territoire celui des ducs de Bourbon-Montpensier.
Par la loi du 8 ventôse an VII (26 février 1799), les communes de Saint-Jean-de-Vensat, de Saint-Julien-de-Vensat et de la Chapelle-d'Andelot sont réunies en une seule commune sous le nom de Vensat ; le chef-lieu est fixé à Saint-Julien de Vensat, qui correspond à la partie orientale de l'actuelle commune.

## Politique et administration

### Découpage territorial
La commune de Vensat est membre de la communauté de communes Plaine Limagne, un établissement public de coopération intercommunale (EPCI) à fiscalité propre créé le 1er janvier 2017 dont le siège est à Aigueperse. Ce dernier est par ailleurs membre d'autres groupements intercommunaux. Jusqu'au 31 décembre 2016, elle faisait partie de la communauté de communes Nord Limagne.
Sur le plan administratif, elle est rattachée à l'arrondissement de Riom, à la circonscription administrative de l'État du Puy-de-Dôme et à la région Auvergne-Rhône-Alpes.
Sur le plan électoral, elle dépend du canton d'Aigueperse pour l'élection des conseillers départementaux, depuis le redécoupage cantonal de 2014 entré en vigueur en 2015, et de la deuxième circonscription du Puy-de-Dôme pour les élections législatives, depuis le dernier découpage électoral de 2010 (sixième circonscription avant 2010).

### Élections municipales et communautaires

#### Élections de 2020
Le conseil municipal de Vensat, commune de moins de 1 000 habitants, est élu au scrutin majoritaire plurinominal à deux tours avec candidatures isolées ou groupées et possibilité de panachage. Compte tenu de la population communale, le nombre de sièges à pourvoir lors des élections municipales de 2020 est de 15. Sur les trente candidats en lice, douze sont élus dès le premier tour, le 15 mars 2020, avec un taux de participation de 80,51 %. Les trois conseillers restant à élire sont élus au second tour, qui se tient le 28 juin 2020 du fait de la pandémie de Covid-19, avec un taux de participation de 60,15 %.

#### Chronologie des maires
| Période                                  | Période                       | Identité           | Étiquette | Qualité   |
| ---------------------------------------- | ----------------------------- | ------------------ | --------- | --------- |
| Les données manquantes sont à compléter. |                               |                    |           |           |
| 2001                                     | 2008                          | Michel Laurent     |           |           |
| 2008                                     | 2014                          | Albert Dumon       |           |           |
| 2014                                     | 2020                          | Christian Gauthier |           | Retraité  |
| 2020                                     | En cours (au 15 octobre 2021) | Brigitte Billebaud |           | Retraitée |

## Population et société

### Démographie

#### Évolution démographique
L'évolution du nombre d'habitants est connue à travers les recensements de la population effectués dans la commune depuis 1793. Pour les communes de moins de 10 000 habitants, une enquête de recensement portant sur toute la population est réalisée tous les cinq ans, les populations de référence des années intermédiaires étant quant à elles estimées par interpolation ou extrapolation. Pour la commune, le premier recensement exhaustif entrant dans le cadre du nouveau dispositif a été réalisé en 2008.

En 2022, la commune comptait 550 habitants, en évolution de +10 % par rapport à 2016 (Puy-de-Dôme : +2,1 %, France hors Mayotte : +2,11 %).
| 1793 | 1800 | 1806 | 1821  | 1831  | 1836  | 1841  | 1846  | 1851  |
| ---- | ---- | ---- | ----- | ----- | ----- | ----- | ----- | ----- |
| 727  | 900  | 900  | 1 113 | 1 173 | 1 213 | 1 150 | 1 175 | 1 130 |

| 1856  | 1861  | 1866  | 1872  | 1876 | 1881 | 1886 | 1891 | 1896 |
| ----- | ----- | ----- | ----- | ---- | ---- | ---- | ---- | ---- |
| 1 097 | 1 082 | 1 030 | 1 022 | 960  | 872  | 865  | 923  | 903  |

| 1901 | 1906 | 1911 | 1921 | 1926 | 1931 | 1936 | 1946 | 1954 |
| ---- | ---- | ---- | ---- | ---- | ---- | ---- | ---- | ---- |
| 838  | 804  | 740  | 673  | 619  | 603  | 595  | 497  | 478  |

| 1962 | 1968 | 1975 | 1982 | 1990 | 1999 | 2006 | 2008 | 2013 |
| ---- | ---- | ---- | ---- | ---- | ---- | ---- | ---- | ---- |
| 452  | 421  | 380  | 386  | 423  | 424  | 426  | 426  | 465  |

| 2018 | 2022 | - | - | - | - | - | - | - |
| ---- | ---- | - | - | - | - | - | - | - |
| 510  | 550  | - | - | - | - | - | - | - |

#### Pyramide des âges
En 2018, le taux de personnes d'un âge inférieur à 30 ans s'élève à 32,8 %, soit en dessous de la moyenne départementale (34,2 %). À l'inverse, le taux de personnes d'âge supérieur à 60 ans est de 27,9 % la même année, au niveau communal et départemental.
En 2018, la commune comptait 257 hommes pour 253 femmes, soit un taux de 50,39 % d'hommes, légèrement supérieur au taux départemental (48,41 %).
Les pyramides des âges de la commune et du département s'établissent comme suit.
| Hommes | Classe d’âge | Femmes |
| ------ | ------------ | ------ |
| 0,8    | 90 ou +      | 1,2    |
| 5,8    | 75-89 ans    | 6,3    |
| 19,1   | 60-74 ans    | 22,5   |
| 19,5   | 45-59 ans    | 17,4   |
| 20,2   | 30-44 ans    | 21,7   |
| 11,3   | 15-29 ans    | 13,4   |
| 23,3   | 0-14 ans     | 17,4   |

| Hommes | Classe d’âge | Femmes |
| ------ | ------------ | ------ |
| 0,7    | 90 ou +      | 2,1    |
| 7,4    | 75-89 ans    | 10,2   |
| 17,7   | 60-74 ans    | 18,6   |
| 20,2   | 45-59 ans    | 19,2   |
| 18,4   | 30-44 ans    | 17,4   |
| 18,6   | 15-29 ans    | 17,2   |
| 17     | 0-14 ans     | 15,3   |

### Enseignement
Vensat dépend de l'académie de Clermont-Ferrand. Elle gère une école élémentaire publique.
Les élèves poursuivent leur scolarité au collège Diderot d'Aigueperse, puis à Riom, au lycée Virlogeux ou Pierre-Joël-Bonté.

## Économie

### Emploi
En 2012, la population âgée de 15 à 64 ans s'élevait à 281 personnes, parmi lesquelles on comptait 76,7 % d'actifs dont 70,4 % ayant un emploi et 6,3 % de chômeurs.
On comptait 61 emplois dans la zone d'emploi. Le nombre d'actifs ayant un emploi résidant dans la zone étant de 199, l'indicateur de concentration d'emploi est de 30,3 %, ce qui signifie que la commune offre moins d'un emploi par habitant actif.
153 des 199 personnes âgées de 15 ans ou plus (soit 76,8 %) sont des salariés. La majorité des actifs (58,1 %) travaillent dans une autre commune du département.

### Entreprises
Au 1er janvier 2014, Vensat comptait 25 entreprises : quatre dans l'industrie, cinq dans la construction, quinze dans le commerce, les transports et les services divers et une dans le secteur administratif.
En outre, elle comptait 27 établissements.

### Agriculture
Au recensement agricole de 2010, la commune comptait 21 exploitations agricoles. Ce nombre est en augmentation par rapport à 2000 (18) et en nette diminution par rapport à 1988 (33).
La superficie agricole utilisée sur ces exploitations était de 976 hectares en 2010, dont 759 ha allouées aux terres labourables et 217 ha toujours en herbe.

### Commerce et services
La base permanente des équipements de 2014 ne recense aucun commerce.

### Tourisme
La commune ne compte aucun hôtel, camping ou hébergement collectif au 1er janvier 2015.

## Culture locale et patrimoine

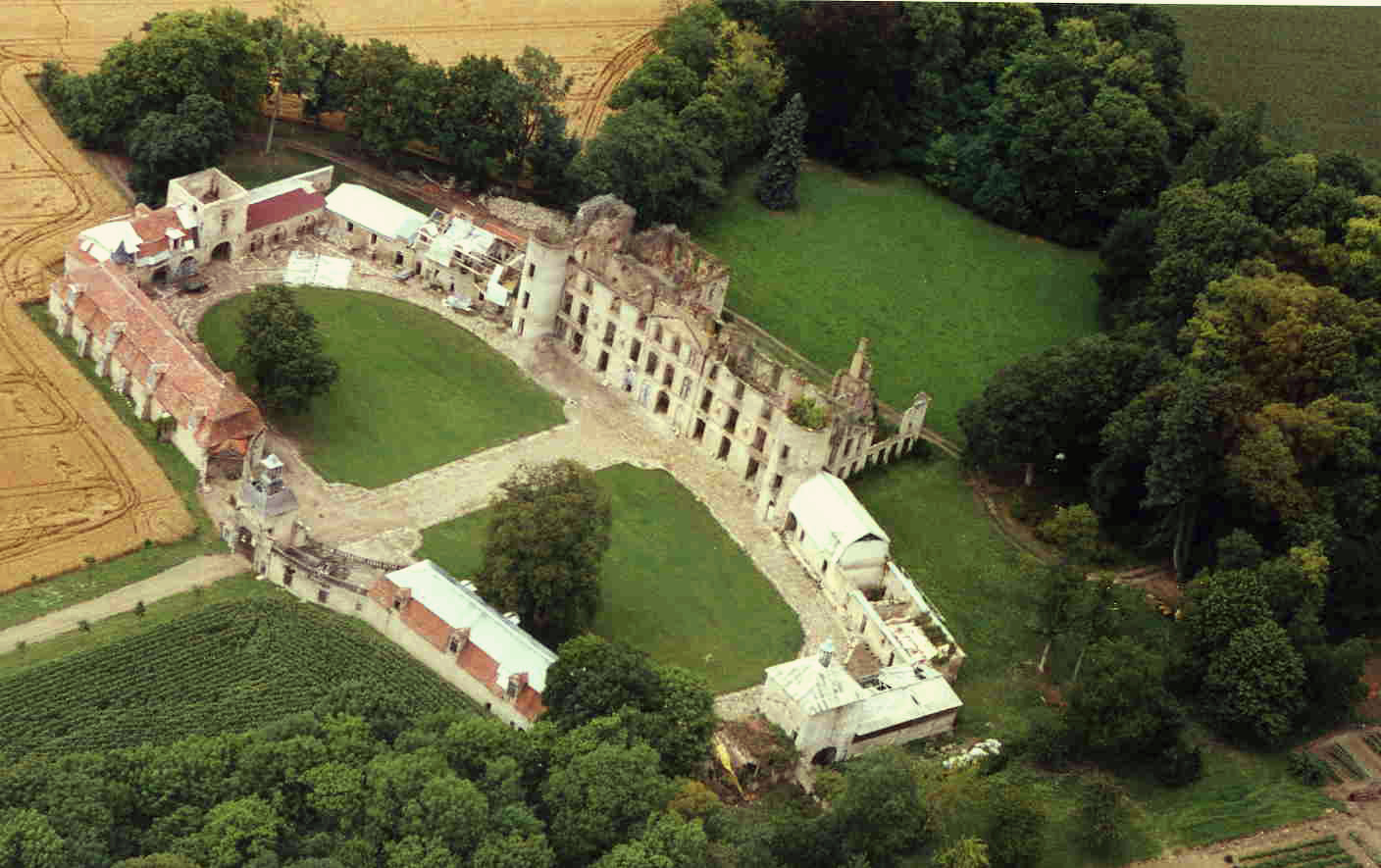
Vue aérienne du château de Villemont.

### Lieux et monuments
Vensat compte trois édifices inscrits ou classés aux monuments historiques :
- le château de Villemont (XVIe, XVIIIe et XIXe siècles), monument historique classé en 2012[38] ;
- la chapelle romane d'Andelot, au village de La Chapelle. Monument historique classé en 1925[39] ; elle a été sélectionnée par la Mission Stéphane Bern pour 2022 ;
- une ancienne borne de justice, inscrite aux monuments historiques en 1983[40].

D'autres châteaux sont situés sur la commune :

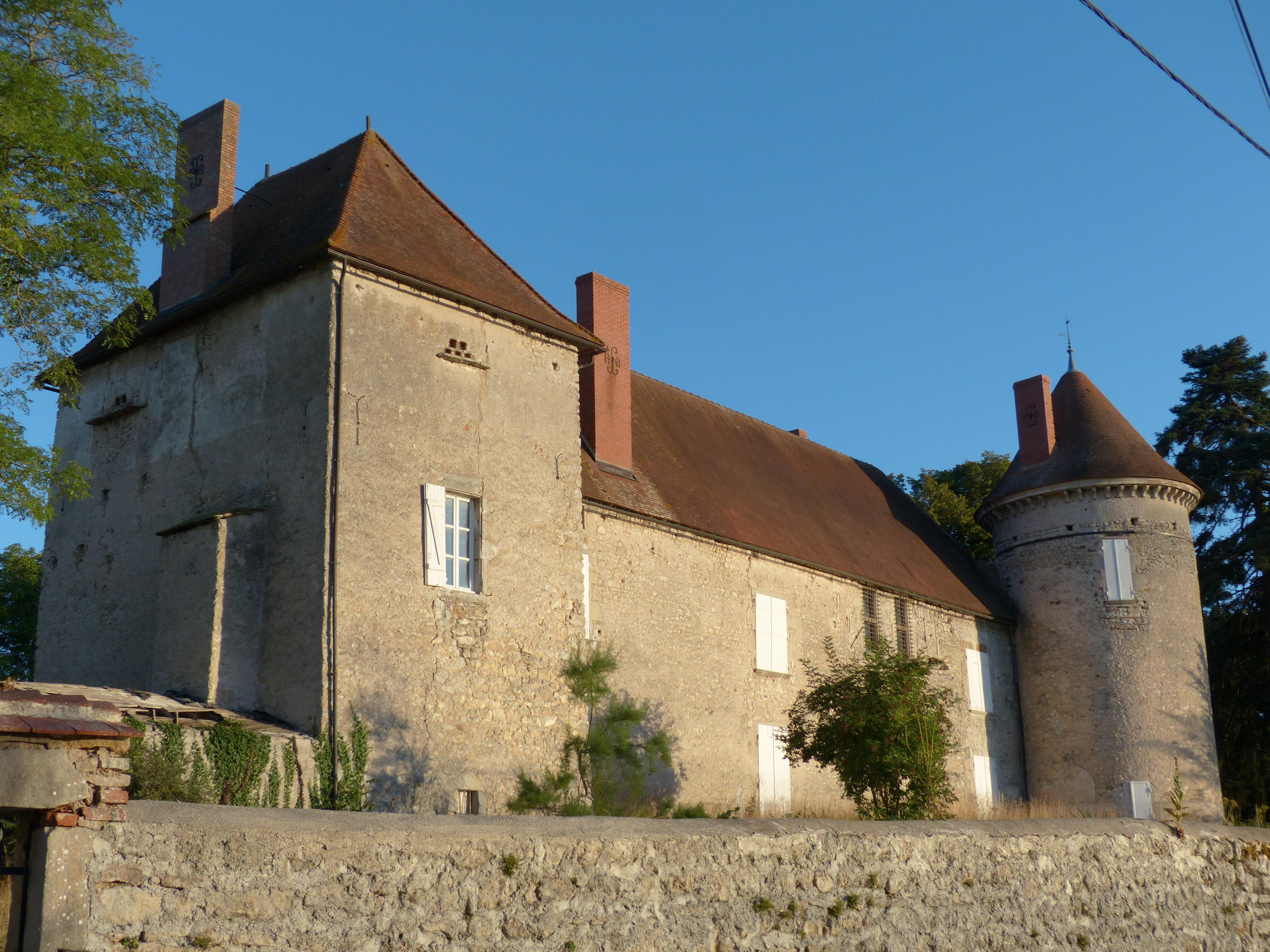
Château de La Chapelle-d'Andelot.

- Château du Chancel.
- Château de La Chapelle-d'Andelot.

### Personnalités liées à la commune
- Marguerite de Vény d'Arbouze (1580-1626) : Moniale bénédictine, abbesse et réformatrice de l'abbaye royale du Val-de-Grâce.